# غونزالو ماركيز
غونزالو ماركيز (بالإسبانية: Gonzalo Márquez)‏ هو لاعب كرة قاعدة فنزويلي، ولد في 31 مارس 1940 في كاروبانو ‏ في فنزويلا، وتوفي في 19 ديسمبر 1984 في بلنسية في فنزويلا بسبب حادث مرور.

## وصلات خارجية
- غونزالو ماركيز على موقعبيزبول رفرنس.كوم (الدوري الرئيسي) (الإنجليزية)
- غونزالو ماركيز على موقعبيزبول رفرنس.كوم (الدوري الثانوي) (الإنجليزية)
- غونزالو ماركيز على موقع جمعية أبحاث البيسبول الأمريكية (الإنجليزية)